# Żółta mozaika jęczmienia
Żółta mozaika jęczmienia – wirusowa choroba jęczmienia wywołana przez wirusa żółtej mozaiki jęczmienia (Barley yellow mosaic virus, BaYMV) i wirusa łagodnej mozaiki jęczmienia (Barley mild mosaic virus, BaMMV). Może powodować znaczne straty.

## Występowanie
Choroba ta występuje w Chinach, Japonii, Korei Południowej oraz w większości państw europejskich. W Polsce po raz pierwszy żółtą mozaikę jęczmienia zaobserwowano wiosną 2008 r. na Dolnym Śląsku. W roku 2010 żółta mozaika jęczmienia występowała już w 8 województwach.

## Objawy i szkodliwość

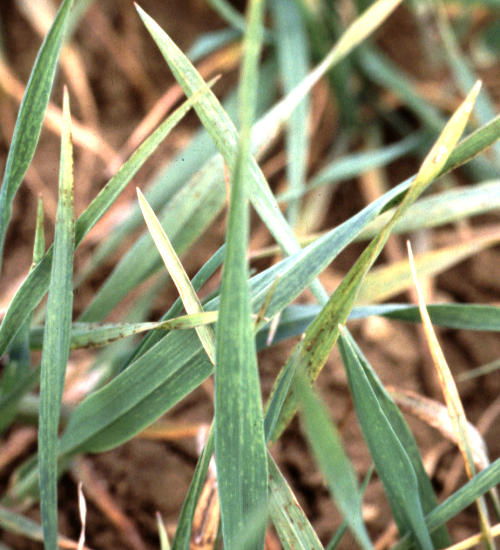
Odmiana jęczmienia ‘Igri’ z objawami choroby

W warunkach polowych oba wirusy żółtej mozaiki jęczmienia atakują tylko jęczmień, największe straty wywołując w przypadku formy ozimej. Objawy pojawiają się wczesną wiosną w postaci drobnych plam. Następnie plamy się rozszerzają tworząc smugi, co skutkuje żółknięciem liści i nekrozami. Porażone rośliny przestają rosnąć. Na polach objawy żółtej mozaiki jęczmienia występują jako jasnożółte pasy i plamy znajdujące się najczęściej w zagłębieniach terenu. Powyżej 15 °C objawy zanikają.
Choroba jest bardzo szkodliwa dla jęczmienia ozimego. Straty plonu mogą wynieść nawet 50%.

## Epidemiologia
Wywołujące chorobę wirusy BaYMV i BaMMV są morfologicznie identyczne wirusy. Ich cząstki są nitkowate o długości 500–600 nm i 250–300 nm.
Wirusy żółtej mozaiki jęczmienia przenoszą się poprzez wektor – pierwotniak Polymyxa graminis Led. Zarodniki P. graminis przemieszczają się wraz z płynącą wodą z pól położonych wyżej oraz z glebą na kołach maszyn rolniczych. Największe zagrożenie stanowią wirusy znajdujące się w formach przetrwalnikowych P. graminis.

## Ochrona
Brak jest chemicznej ochrony przed tą chorobą. Ochrona polega głównie na siewie odpornych odmian. Odporne odmiany posiadają recesywny gen rym4. Po pojawieniu się odpornego patotypu BaYMV-2 na gen rym4 zaczęto wprowadzać do odmian kilka genów odporności. Tym niemniej nadal bardzo ważnym czynnikiem ograniczającym epidemiologię (BaYMV) i (BaMMV) jest odpowiedni termin siewu.